# Automolis tenera
Automolis tenera là một loài bướm đêm thuộc phân họ Arctiinae, họ Erebidae.